# Elecciones generales de Austria de 1970
Las elecciones parlamentarias de Austria fueron realizadas el 1 de marzo de 1970. El resultado fue la victoria del Partido Socialdemocráta, el cual ganó 81 de los 165 escaños, convirtiéndose por primera vez, en el partido más grande de la Segunda República. Bruno Kreisky, militante del partido, se convirtió en Canciller  al frente de un gobierno minoritario que fue toledado por el Partido de la Libertad de Austria a cambio de una reforma electoral que favoreció a los partidos más pequeños. La participación electoral fue de un 91.8%. Fue el primer gobierno de liderazgo socialista desde 1920, y el primer gobierno verdaderamente izquierdista de la historia de Austria.
Las elecciones primarias bajo el nuevo sistema fueron realizadas al año siguiente, en la que los socialdemócratas obtuvieron la mayoría absoluta.

## Resultados
|                         |                                                                           |           |      |         |       |
| Partido                 | Partido                                                                   | Votos     | %    | Escaños | +/–   |
|                         | Partido Socialdemócrata de Austria                                        | 2.221.981 | 48.4 | 81      | +7    |
|                         | Partido Popular Austríaco                                                 | 2.051.012 | 44.7 | 78      | –7    |
|                         | Partido de la Libertad de Austria                                         | 253.425   | 5.5  | 6       | 0     |
|                         | Partido Comunista de Austria                                              | 44.750    | 1.0  | 0       | 0     |
|                         | Partido Progresista Democrático                                           | 14.925    | 0.3  | 0       | 0     |
|                         | Partido Nacionaldemócrata                                                 | 2.631     | 0.1  | 0       | Nuevo |
|                         | Adolf Glantschnig - Por la Humanidad, el Derecho y la Libertad en Austria | 237       | 0.0  | 0       | Nuevo |
|                         | Votos en blanco/nulos                                                     | 41.890    | –    | –       | –     |
| Total                   | Total                                                                     | 4.630.851 | 100  | 165     | 0     |
| Fuente: Nohlen & Stöver |                                                                           |           |      |         |       |